# NGC 2224
NGC 2224 é um asterismo na direção da constelação de Gemini. O objeto foi descoberto pelo astrônomo William Herschel em 1786, usando um telescópio refletor com abertura de 18,6 polegadas. 